# Bartramia orizabana
Bartramia orizabana là một loài rêu trong họ Bartramiaceae. Loài này được Schimp. ex Besch. Müll. Hal. mô tả khoa học đầu tiên năm 1900.